# Anolis monticola
Anolis monticola – gatunek jaszczurki z rodziny Anolidae. Endemit Haiti.

## Systematyka
Gatunek zalicza się do rodzaju Anolis, klasyfikowanego obecnie w monotypowej rodzinie Anolidae. W przeszłości rodzaj ten zaliczany był do licznej w gatunki rodziny legwanowatych (Iguanidae).

## Rozmieszczenie geograficzne
Jaszczurka ta żyje w położonym w południowo-zachodniej części Haiti paśmie Massif de la Hotte. Zasięg występowania gatunku szacowany jest na 2422 km². Zamieszkuje on na wysokości od 100 do 1600 m n.p.m.

## Siedlisko
Siedlisko tego zauropsyda stanowią głównie lasy, gdzie żyje wśród skał i niskiej roślinności, takiej jak krzewy czy paprocie; jest on spotykany także na plantacjach kawy i w ogrodach.

## Zagrożenia i ochrona
W Czerwonej księdze gatunków zagrożonych IUCN Anolis monticola jest klasyfikowany jako gatunek narażony (VU, ang. Vulnerable).
Gatunek jest lokalnie pospolity, a jego liczebność przypuszczalnie spada.